# Гело
Гело (фр. Guélo) — деревня и супрефектура в Чаде, расположенная на территории региона Западное Майо-Кеби. Входит в состав департамента Лак-Лере.

## История
В отдельную административную единицу Гело был выделен 4 сентября 2012 года.

## Географическое положение
Деревня находится в юго-западной части Чада, к юго-востоку от озера Трене, к югу от реки Майо-Кеби, на высоте 307 метров над уровнем моря.
Населённый пункт расположен на расстоянии приблизительно 293 километров к юго-юго-западу (SSW) от столицы страны Нджамены.

## Транспорт
Ближайший аэропорт расположен в городе Лере.